# Poemys
Poemys is een geslacht van zoogdieren uit de familie Nesomyidae. De wetenschappelijke naam van het geslacht werd in 1916 gepubliceerd door Oldfield Thomas.

## Soorten
Er worden 3 soorten in dit geslacht geplaatst:
- Poemys melanotis (A. Smith, 1834)
- Poemys nyikae (Wroughton, 1909)
- Poemys pecilei (Milne-Edwards, 1886)